# Оберплајхфелд
Оберплајхфелд (њем. Oberpleichfeld) општина је у њемачкој савезној држави Баварска. Једно је од 52 општинска средишта округа Вирцбург. Према процјени из 2010. у општини је живјело 1.055 становника. Посједује регионалну шифру (AGS) 9679169.

## Географски и демографски подаци
Оберплајхфелд се налази у савезној држави Баварска у округу Вирцбург. Општина се налази на надморској висини од 263 метра. Површина општине износи 8,6 km². У самом мјесту је, према процјени из 2010. године, живјело 1.055 становника. Просјечна густина становништва износи 122 становника/km².

## Међународна сарадња
| Мјесто | Држава    | Врста сарадње | Од    |
| ------ | --------- | ------------- | ----- |
|        | Француска | партнерство   | 1984. |
| Извор  |           |               |       |